# 島崎圭介
島崎 圭介（しまざき けいすけ、1971年6月18日 - ）は、北海道北広島市出身（札幌市生まれ）の大学野球指導者、政治家。北広島市議会議員（3期）。

## 経歴・人物
北海道札幌市白石区にて生まれ、3歳の時に札幌郡広島町（現在の北広島市）へ転居。
広島町立若葉小学校（現在の北広島市立双葉小学校）、広島町立広葉中学校（現在の北広島市立広葉中学校）を経て北海高等学校に入学し、野球部に入部。野球部では投手として大西昌美監督の指導の下で甲子園を目指し、練習に打ち込む。1989年、高校3年次の第71回全国高等学校野球選手権大会（1989年）に出場、初戦（2回戦）の山口県桜ヶ丘高等学校戦でリリーフ登板し、憧れの阪神甲子園球場のマウンドに立ったが、試合は2-6で敗れる。
高校卒業後は東京の大学で野球をすることを希望したが、受験でことごとく失敗し、最後の最後の滑り止めの形で地元北海道の北海学園大学を受験して合格する。
大学時代は札幌学生野球連盟（札幌六大学野球）リーグ戦で1991年春と1993年秋の2回優勝を経験。特に1991年は第40回全日本大学野球選手権大会に出場、九州共立大学戦に登板したが7-8で敗れた。またリーグ最優秀選手に2度選出される。
大学卒業時にはプロ野球のドラフト候補に名前が挙がったが指名されなかった。このため、社会人野球入りを決意して日本電信電話へ入社し、NTT北海道でプレーを続ける。社会人時代は第65回都市対抗野球大会に出場するなど活躍。だが腰痛が悪化したため野球から引退することを余儀なくされ、日本電信電話の社員として第二の人生を歩み出す。NTT社員時代には総務・企画畑を中心に社業に取り組み、その傍らで母校の北海学園大学経済学部に入り直して教員免許を取得するべく勉強を重ねる。更に北海道教育大学教育学部保健体育学科に入って学び、その甲斐あって高等学校公民科と保健体育科教員免許を取得した。
2002年1月に東日本電信電話を退職し、北広島市の札幌日本大学中学校・高等学校に教員として入職。同時に札幌日本大学高等学校野球部監督に就任。就任直後の第74回選抜高等学校野球大会では同校監督として采配を揮い、2012年まで同校監督として指揮を執り、その間には黒滝将人（元千葉ロッテマリーンズ）、水野滉也（元横浜DeNAベイスターズ）など、プロ入りした選手を育てた。
札幌日本大学高等学校を退職後、母校の北海学園大学から声がかかり、同大学野球部のコーチに就任し、助監督を経て、2019年秋に監督に就任。2021年の春の札幌六大学野球春季リーグ戦で優勝を果たし、1991年以来となる第70回全日本大学野球選手権大会への出場を果たした。コーチとして、川越誠司（埼玉西武ライオンズ）、監督として、鈴木大和（読売ジャイアンツ）を育てた。
2025年春季札幌学生野球リーグで優勝し、2021年以来、4年ぶりに第74回全日本大学野球選手権大会に出場。1回戦、上武大学に5-4で勝利。2回戦、佛教大学に7-1で勝利し、準々決勝へ進出。準々決勝は、同大会2連覇中の青山学院大に0-5で敗退したが、同校としては1979年以来の46年ぶりにベスト8に進出する手腕を発揮した。

### 政治家として
島崎が政治の世界に関心を持ったのは、2009年に広島町立広葉中学校（現・北広島市立広葉中学校）時代の先輩が北広島市議会議員に補欠選挙で当選したことがきっかけであった。そして議員の仕事をリサーチしているうちに北広島市総合運動公園計画が事業仕分けで白紙になったことを知って大変憤慨し、「議員にならなければ、市民が提案しても（政策は）実現しない」と痛感、2013年に自由民主党北海道支部連合会の『HOKKAIDO政治塾』に入塾、政治についての知識や実践などを学ぶ。
2015年、第18回統一地方選挙で執行された北広島市議会議員選挙に無所属で立候補し、3位で初当選を果たす。
議員になると北広島市総合運動公園計画を復活させるべく奔走、その一環で北広島市に日本プロ野球・北海道日本ハムファイターズの二軍（ファーム）のイースタン・リーグ公式戦が開催できる硬式野球場を建設しようと考え、同球団側に話をもちかけたところ、札幌ドームに替わる新フランチャイズ球場建設を考えていたファイターズ側の思惑が合致、「エスコンフィールドHOKKAIDO」建設に動き出すこととなった。
島崎は2019年の第19回統一地方選挙で執行された北広島市議会議員選挙に無所属で立候補し、3位で再選を果たす。現在は議会の自由民主党系会派である自由クラブに所属し、議会運営委員会委員長を務めた。
2023年の第20回統一地方選挙で執行された北広島市議会議員選挙に無所属で立候補し、2位で三選を果たした。同年北広島市議会議長に就任。